# Todd Haberkorn
Todd Michael Haberkorn es un actor de voz y director de doblaje estadounidense.

## Biografía
Haberkorn nació en Arlington, Texas y recibió su BFA en actuación del Universidad Metodista del Sur. Mientras trabajaba en el teatro, se unió a la compañía Funimation como actor de doblaje, con algunos bits de menor importancia en anime como por ejemplo Black Cat y Peach Girl. Ha doblado a los papeles principales como Natsu Dragneel en Fairy Tail, Kimihiro Watanuki en ×××HOLiC, Yamato Akitsuki en Suzuka, Italia del Norte en Hetalia y Tsukune Aono en Rosario + Vampire. Ha trabajado en Texas y California como actor, director, productor y escritor.

## Filmografía

### Animación
| Año  | Título                           | Papel                                                               | Notas                                                                        | Fuente |
| ---- | -------------------------------- | ------------------------------------------------------------------- | ---------------------------------------------------------------------------- | ------ |
|      | Ever After High                  | Sparrow Hood                                                        |                                                                              |        |
|      | Sofia the First                  | Elfonso, Voces adicionales                                          |                                                                              | [ 3 ]  |
|      | Be Cool, Scooby-Doo!             | Aiden, David                                                        |                                                                              | [ 4 ]  |
|      | Monster High: Boo York, Boo York | Skeletal Mummy                                                      |                                                                              | [ 5 ]  |
|      | Lego Friends: Dolphin Cruise     | Ben                                                                 |                                                                              | [ 6 ]  |
|      | The Legend of Korra              | Baatar Jr.                                                          |                                                                              | [ 7 ]  |
| 2015 | Monster High: Haunted            | Porter Geiss                                                        |                                                                              |        |
| 2015 | Death Battle                     | Tai Kamiya, Daxter                                                  | Ep. "Pokemon vs. Digimon", "Ratchet and Clank vs. Jak and Daxter" web series | [ 8 ]  |
| 2015 | Miraculous Ladybug               | Xavier Ramier/Mr. Pigeon, Mr. Kubdel, Armand D'Argencourt/Darkblade |                                                                              |        |
| 2024 | Megamind vs. the Doom Syndicate  | Big King Fish                                                       | Película                                                                     |        |

### Live-Action
| Año       | Título                | Papel             | Notas                                       | Fuente |
| --------- | --------------------- | ----------------- | ------------------------------------------- | ------ |
| 2008–2009 | Funimation Updates    | Anfitrión         | webcasts                                    |        |
| 2006      | Barney & Friends      | Sr. Knickerbocker | video "Let's Make Music"/"Tryin' on Dreams" |        |
| 2011      | Scream of the Banshee | Otto              |                                             |        |
| 2013      | Star Trek Continues   | Mr. Spock         |                                             |        |